# Leïla Heurtault
Pour les articles homonymes, voir Heurtault.
Leïla Heurtault, née le 4 janvier 1995 à Chartres, est une karatéka française.

## Carrière
Membre du club Samouraï 2000  du Mans
, elle est aussi ambassadrice de la Sarthe.
Elle est 18 fois championne de France de karaté en kumite.
En espoirs, elle est championne du monde en 2013, championne d'Europe 2014 et 2015 en moins de 61 kg.
Elle est médaillée d'argent en kumite par équipes aux Championnats du monde de karaté 2014.
Elle est sacrée championne du monde de kumite par équipes à Linz en Autriche en 2016 et médaillée de bronze par équipes aux Championnats d'Europe de karaté 2017 à Samsun.
Elle est médaillée d'or de kumite par équipes aux Championnats du monde de karaté 2018 avec Andréa Brito, Léa Avazeri et Laura Sivert.
Leïla Heurtault obtient la médaille de bronze aux Championnats d'Europe de karaté 2021 à Poreč.
Leïla Heurtault obtient une qualification pour les Jeux olympiques de Tokyo 2020 par wild card en kumite des moins de 61 kg ; elle est éliminée en phase de poules.
Le 3 septembre 2021, elle annonce faire une pause dans sa carrière.